# Кушки (Мордовия)
Кушки — село в Темниковском районе Республики Мордовия Российской Федерации. Входит (с 2020) в состав Бабеевского сельского поселения

## География
Расположено в верховье р. Большой Аксёл, на автотрассе Темников — Торбеево, в 23 км от районного центра и 56 км от железнодорожной станции Торбеево.

## Топоним
Название-характеристика: м. кужа, э. кужо «лесная поляна». 

## История
В «Списке населённых мест Тамбовской губернии» (1866) Кушки (Михайловское) — село владельческое из 146 дворов, в Темниковском уезде.
До революции 1917 года возглавляло село Кушкинскую волость Темниковского уезда.
В советские и постсоветские годы возглавляло Кушкинский сельсовет, затем Кушкинское сельское поселение, образованное в границах сельсовета в 2005 году.
Законом от 19 мая 2020 года, в июне 2020 года были упразднены Кушкинское и Подгорно-Конаковское сельские поселения и населённые пункты, в том числе бывший центр сельсовета Кушки, включены в Бабеевское сельское поселение и одноимённый ему сельсовет.

## Население
| 2002 | 2010 |
| ---- | ---- |
| 350  | ↘317 |

## Известные уроженцы, жители
Кушки — родина экономиста И. С. Мангутова, генерал-майора П. М. Акимочкина.

## Инфраструктура
Основа экономики — сельское хозяйство. При СССР действовал  колхоз «XVII партсъезд». На его базе в 1992 г. образован СХПК «Дружба», в 1998 г. к нему присоединилось ТОО «Обновление».
В современной инфраструктуре села — Кушкинская основная школа, Дом культуры, отделение связи, магазин, столовая.

## Достопримечательности
Памятник-обелиск воинам, погибшим в годы Великой Отечественной войны;
Церковь Иоанна-Воина.

## Транспорт
Село доступно автотранспортом. Остановка общественного транспорта «Кушки».